# Pyay
Pyay (birmanisch ပြည်မြို့, BGN/PCGN: pyimyo; ehemals Prome) ist eine Stadt in Myanmar. Sie gehört zur Bago-Division. Laut einer Volkszählung hatte die Stadt im Jahr 1983 83.000 Einwohner, für 2005 wurde die Einwohnerzahl auf 135.000 geschätzt.

## Lage
Pyay liegt 290 Kilometer nördlich der ehemaligen myanmarischen Hauptstadt Yangon an einer Flussbiegung des Irrawaddy.

## Bildung
- Pyay University (PU)
- Pyay Technological University (PTU)
- Government Computer University (GCU)

## Sehenswürdigkeiten
Im Stadtzentrum befindet sich die Shwesandaw-Pagode. In der Stupa sollen ein paar Haare von Buddha aufbewahrt sein.
Acht Kilometer entfernt befinden sich die Ruinen der Stadt Sri Ksetra. Sie war die Hauptstadt des Pyu-Königreiches.

## Verkehr
In den Bahnhof von Pyay münden die Bahnstrecke Yangon–Pyay, die Bahnstrecke Pyay–Satthwa und die (nicht fertiggestellte) Bahnstrecke Oktwin–Pyay. Die Strecke Yangon–Pyay war die erste in Burma eröffnete Eisenbahnstrecke und ging am 1. Mai 1877 in Betrieb.

## Religion
Pyay ist Sitz eines römisch-katholischen Bischofs.